# إيغيت أوزينير
إيغيت أوزينير (بالتركية: Yiğit Özşener) هو ممثل تركي ولد في يوم 6 أبريل 1972 في مدينة إزمير في تركيا، مثل في عدة مسلسلات منها مسلسل دقات قلب في 2002 ومسلسل إيزيل في 2009 ومسلسل الإنتقام في 2013.
عمل إيجيت أوزشينير في العديد من المسرحيات والأفلام وله أيضا أعمال تلفزيونية ناجحة. حصيلة أعماله أكثر من 32 عمل مابين عمل سينمائي ومسلسل تلفزيوني وكان له دور أول هام بمسلسل دقات قلب بالإضافة إلى أنه قدم مايزيد على ثمان أعمال مسرحية وأربع إعلانات تجارية وبرنامج إذاعي، اشتهر بأدائه لدور جنكيز اطاي في مسلسل ايزيل.

## روابط خارجية
- إيغيت أوزينير على موقع IMDb (الإنجليزية)
- إيغيت أوزينير على موقع روتن توميتوز (الإنجليزية)
- إيغيت أوزينير على موقع ألو سيني (الفرنسية)
- إيغيت أوزينير على موقع ميوزك برينز (الإنجليزية)
- إيغيت أوزينير على موقع أول موفي (الإنجليزية)
- إيغيت أوزينير على موقع قاعدة بيانات الفيلم (الإنجليزية)
- إيغيت أوزينير على موقع كينوبويسك (الروسية)